# 吉田安幸
吉田 安幸(よしだ やすゆき）は、日本の実業家。
旭化成取締役兼専務執行役員。 
医療新事業プロジェクト長（米国 ZOLL Medical 買収責任者）を歴任。 
医療機器・材料情報化協議会(@MD-Net) 5代目会長を歴任。
日本医療器材工業会（医器工）会長を歴任。
旭化成メディカル(株)代表取締役社長。
旭化成クラレメディカル(株)代表取締役社長。
米国 ZOLL Medical corporation 取締役。
厚生労働省・医療機器流通改善懇談会委員。
メディキット（株）社外取締役。東九州メディカルバレー構想委員。 大分県医療機器開発アドバイザー。松戸市地域福祉計画推進委員。

## 人物・経歴
栃木県日光市（旧今市市）出身。栃木県立宇都宮高等学校を経て、東北大学法学部卒業、旭化成工業（現旭化成）入社。
人事部人事計画・制度担当統括、経営計画管理部経営計画担当総括、同部企画室長。
生活製品カンパニーホームプロダクツ事業部長、サランラップ販売(株)にて取締役副社長、代表取締役社長。
旭化成ライフ&リビング(株)にて取締役執行役員。旭化成メディカル(株)にて代表取締役社長、社長執行役員。
旭化成ファーマ(株)にて取締役、常務執行委員、専務執行委員、代表取締役社長。
旭化成クラレメディカル(株)代表取締役社長、社長執行役員。
旭化成(株)にて執行役員、専務執行役員、兼医療新事業プロジェクト長、兼旭化成クラレメディカル(株)顧問、
旭化成(株)顧問を経て現職。
その他、日本医療器材工業会（医器工）会長、医療技術産業戦略コンソーシアム（METIS）委員、医療機器・材料情報化協議会（@MD-Net）会長、一般社団法人再生医療イノベーションフォーラム理事、財団法人医療機器センター理事。
日本医療研究開発機構課題評価委員。